# Z Ursae Majoris
Z Ursae Majoris är en halvregelbunden variabel av SRB-typ i stjärnbilden Stora björnen. 
Stjärnan varierar mellan magnitud +6,2 och 9,4 med en period av 195,5 dygn.